# APS (Padova)
L'APS Holding è la società che opera nel campo di alcuni settori pubblici nella città e nella provincia di Padova.
La sigla APS proviene dalla vecchia denominazione dell'azienda pubblica di Azienda Padova Servizi.

## Storia
Nel 1999 venne fondata l'Azienda Padova Servizi (APS), nata dalla fusione fra l'Azienda Comunale Autofiloviaria Padova (ACAP), precedente gestore dei servizi di trasporto urbano, l'AMAG, che erogava il servizio idrico e il gas, e l'AMNIUP, la locale azienda di igiene urbana.
Per la gestione dei diversi settori vennero costituite apposite società, diretta emanazione delle precedenti aziende municipali, controllate da tale unica direzione centrale, e si entrò anche in nuovi settori come quello delle telecomunicazioni.
Nel 2003 l'Azienda Padova Servizi aveva un valore di produzione superiore ai 200 milioni di euro: il comune di Padova scelse di quotare in borsa l'azienda, previo scorporo delle attività assistite da contributi pubblici. Da tale scorporo nacque nello stesso anno APS Holding. L'originaria Azienda Padova Servizi si fuse invece con la società Acegas di Trieste dando vita ad AcegasAps, a sua volta in seguito confluita nel gruppo Hera.

## Società partecipate

### Busitalia Veneto

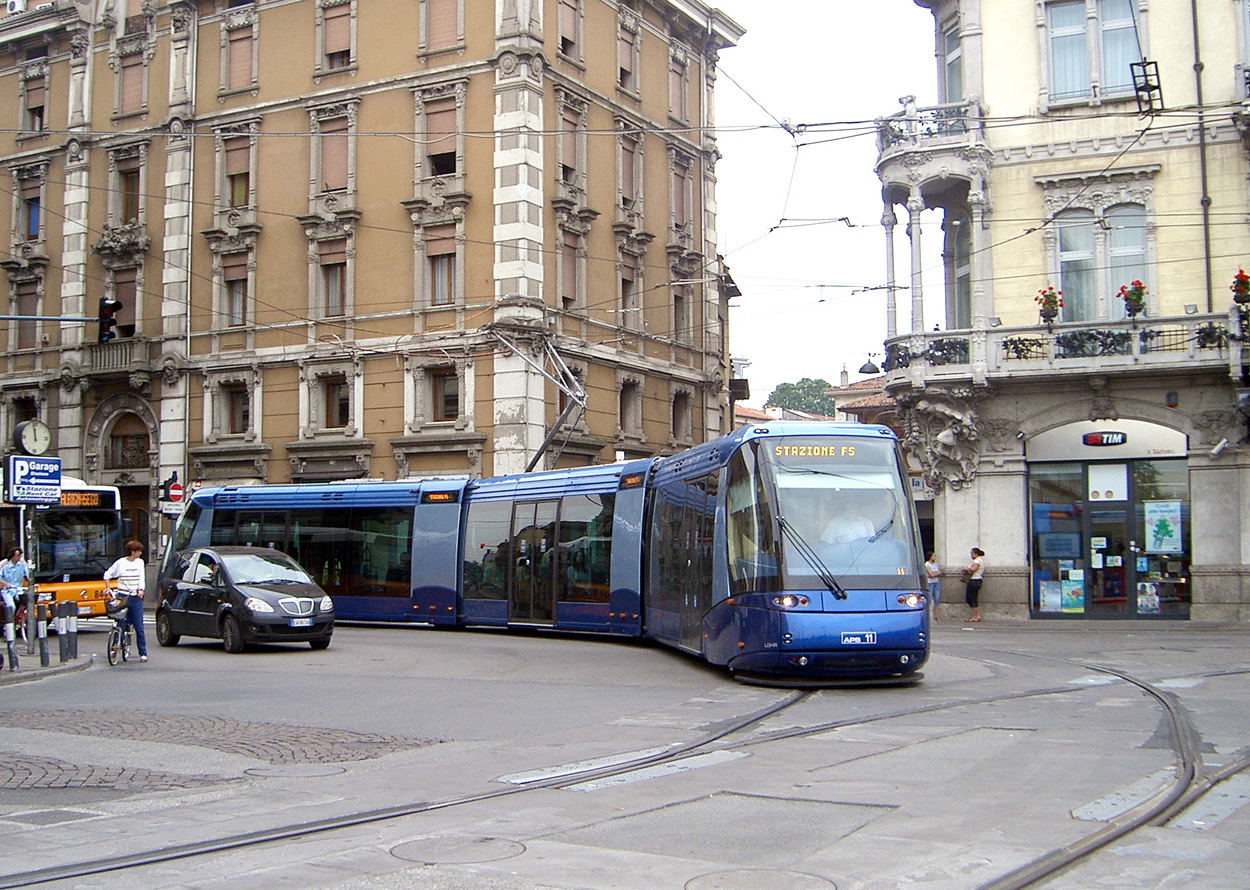
Tram in arrivo alla fermata Stazione FS.

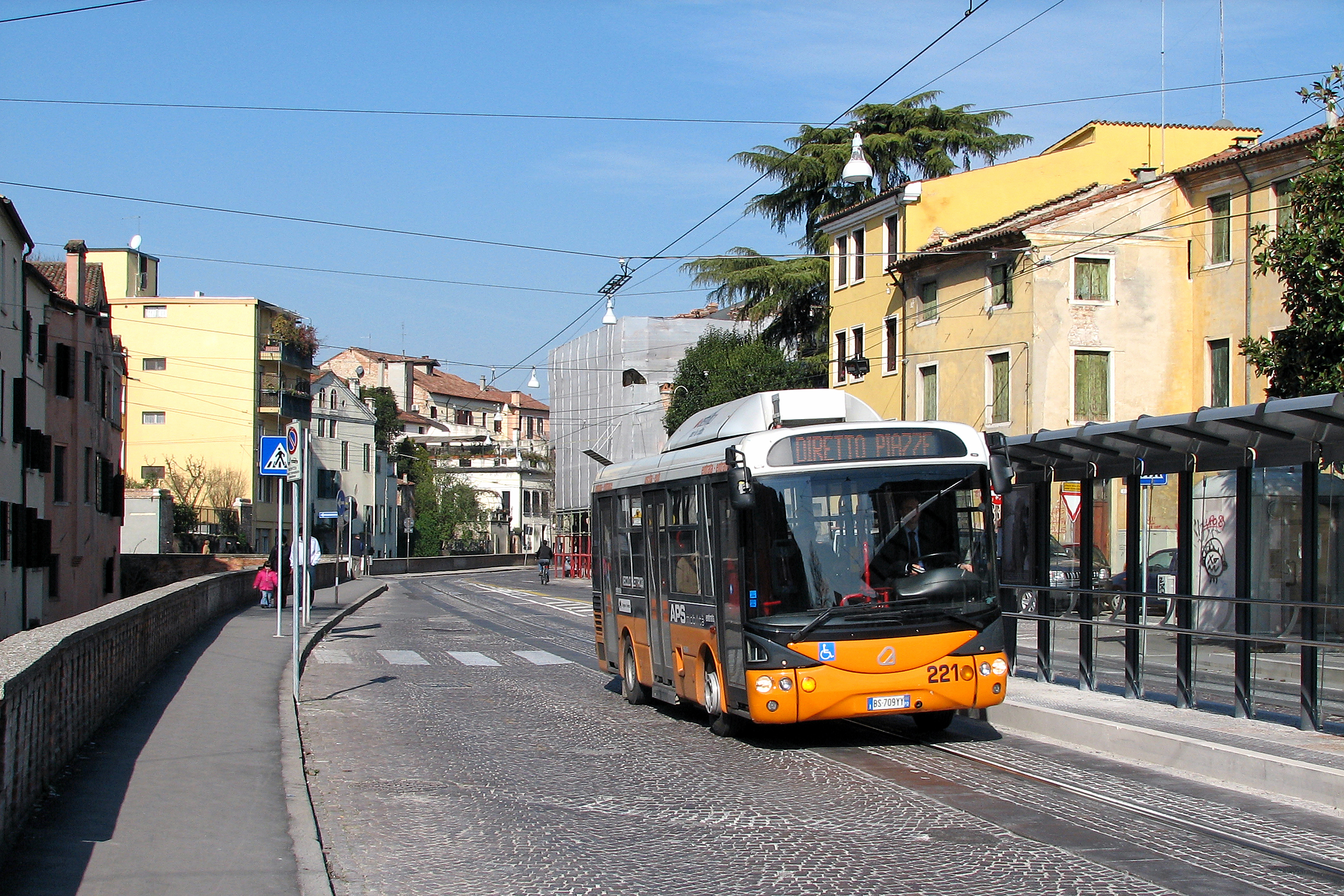
Vettura 221 sul Diretto Piazze in transito in Riviera Businello

Tra le attività più rilevanti dell'Aps Holding figurava la gestione del trasporto pubblico locale, che è stata svolta per anni tramite la divisione APS Mobilità, titolare di un contratto di servizio stipulato con il Comune e la provincia. Tale ramo di APS Holding ha versato in grave crisi economica fin dall'anno della costituzione; nel 2012 è arrivato a chiudere il bilancio con un deficit di 2,3 milioni di euro, causato principalmente dal mancato aumento del biglietto urbano, dall'aumento del prezzo del carburante e dal taglio dei contributi regionali di quasi 600.000 euro.
Allo scopo di salvare l'azienda, il comune di Padova e la società dei trasporti extraurbani Busitalia Nord hanno intrapreso un processo di fusione, momentaneamente bloccato nel 2014, culminato con la costituzione nel 2015 della società Busitalia Veneto S.p.A., partecipata per il 55% da Busitalia Nord e per il 45% da APS Holding. La nuova società, che già dal 1º aprile 2015 svolge le attività del ramo veneto di Busitalia Nord (ovvero il servizio di trasporto pubblico extraurbano di Padova e di Rovigo e il servizio di trasporto pubblico urbano di Rovigo), dal 1º maggio 2015 ha acquisito anche il ramo Mobilità di APS (il servizio urbano di Padova ed extraurbano della zona termale).

#### APS Mobilità
APS era anche gestore della Tranvia di Padova, inaugurata nel 2007 e prolungata nel 2009, che copre il percorso Guizza-Pontevigodarzere.
La rete automobilistica, riorganizzata nel 2007 in concomitanza con l'inaugurazione della tranvia, comprende ventiquattro linee urbane e suburbane operanti nei giorni feriali. I collegamenti tra Padova e la zona termale sono inoltre svolti tramite tre linee interurbane.
Tutti i mezzi Aps Mobilità sono controllati tramite un sistema AVM.
| Statistiche                         | Statistiche |
| ----------------------------------- | ----------- |
| Dipendenti settore                  | 521         |
| Autobus utilizzati                  | 244         |
| Vetture del tram                    | 18          |
| Autobus a metano                    | 131         |
| Autobus a gasolio                   | 113         |
| Autobus accessibili alle carrozzine | 238         |
| Kilometri percorsi annualmente      | 8.100.758   |
| Viaggiatori trasportati             | 34.846.993  |

(dati riferiti al 2014)
Il parco autobus di APS Mobilità risulta essere composto da 244 autobus di cui 221 autobus urbani, 23 extraurbani e 3 veicoli adibiti esclusivamente al trasporto di disabili.
Il parco tranviario è costituito da 18 tram realizzati da Translohr, di cui 2 acquistati nel maggio 2016 ed entrati in servizio ad ottobre 2016.
L'azienda dispone inoltre di tre depositi: quello di Via Rismondo, che dispone di circa 300 posti coperti, era sede della centrale operativa della rete tranviaria storica, il deposito Guizza ospita il deposito-officina delle vetture tranviarie e la centrale operativa per il controllo del traffico sulla tranvia e il deposito "Stazione FS/2", che viene usato come parcheggio per autobus.

### APS Parcheggi
APS Parcheggi è il ramo di APS Holding che gestisce la sosta a pagamento a Padova. Gestisce sia i parcheggi a raso (le cosiddette strisce blu) sia parcheggi multipiano.

### APS Advertising
APS Advertising è la società al 100% di APS Holding che gestisce la vendita degli spazi pubblicitari di APS Mobilità (sugli autobus, sulle paline, ...) e che gestisce in concessione la vendita degli spazi pubblicitari su strutture comunali. È attiva dal 2002.

### Altre partecipazioni
APS Holding controlla la società NE-T by Telerete Nordest per il 50,12% mentre ha altre partecipazioni. Tra quella più rilevante vi è la quota del 10,58% nella società Interporto di Padova.

## Azionariato
La struttura societaria è quella della holding pubblica, il cui capitale sociale è al 99,98% di proprietà del comune di Padova.

## Struttura societaria
Il presidente di APS Holding è Giuseppe Farina, il direttore è Umberto Rovini. Gli uffici APS Mobilità si trovano in piazzale della Stazione, in piazza dei Signori e via Orlandini.